# Ếch Seychelles Gardiner
Ếch Seychelles Gardiner hay còn gọi là ếch Gardiner (Danh pháp khoa học: Sooglossus gardineri) là một loài ếch trong Họ Ếch Seychelles. Ếch Gardiner đã sống cô lập trong các khu rừng nhiệt đới trên đảo Seychelles từ 47 đến 65 triệu năm trước, kể từ khi hòn đảo này tách khỏi lục địa chính.

## Đặc điểm
Đây là một trong những loài ếch nhỏ nhất thế giới, sống trên đảo Seychelles chỉ dài có 1 cm. Chúng có điểm đặc biệt là có thể nghe được bằng miệng. Trước đây, người ta cho rằng chúng bị điếc vì không có tai giữa và màng nhĩ. Sau đó người ta phát hiện ra chúng có thể nghe thấy âm thanh bằng miệng. Miệng của loài ếch này có khả năng khuếch đại các tần số âm thanh do những con ếch khác phát ra. Sau đó, chúng sử dụng khoang miệng và mô để truyền âm thanh đến tai trong của chúng.